# Asthena defectata
Asthena defectata är en fjärilsart som beskrevs av Hugo Theodor Christoph 1880. Asthena defectata ingår i släktet Asthena och familjen mätare. Inga underarter finns listade i Catalogue of Life.